# Eduardo Delgado Rodríguez
Eduardo Delgado Rodriguez (1941-La Habana, 28 de junio de 2017) fue un general cubano, jefe de la Dirección de Inteligencia de Cuba. Usaba el nombre en clave de MX dentro de la jerarquía de la agencia de espionaje, cuyos rangos van de MI a MX.

## Carrera
Tras luchar en las milicias revolucionarias y ver elascenso de Fidel Castro al poder, Delgado ingresa en la Asociación de Jóvenes Rebeldes. En 1964 ingresa en las Fuerzas Armadas Revolucionarias (FAR), donde ocupó diferentes responsabilidades.
Delgado estuvo implicado en numerosas actividades de inteligencia en el extranjero. Fue el jefe investigador en la llamada Causa Número 1 de 1989 contra el general de división Arnaldo Ochoa Sánchez y otros militares, condenados a la pena capital culpables de narcotráfico y abuso de poder.
A inicios de la década de 1990 fue ascendido a General de Brigada  y Jefe de la Dirección General de Inteligencia, cargo que desempeñó durante 20 años. En ese puesto dirigió la Red Avispa de espías de la isla en Estados Unidos, a la que pertenecían los llamados "Cinco Héroes" que cumplieron condenas en EE. UU. y fueron objeto de una campaña mediática internacional por su liberación.
Rodriguez fue el supervisor del incidente de 1996 en el que cuatro pilotos de Hermanos al Rescate murieron después de ser derribados por aviones cubanos Mikoyan. La participación de la Dirección de Inteligencia fue revelada por Stuart Hoyt Jr., un agente retirado del FBI, durante el juicio de cinco individuos acusados de espiar para Cuba. Rodríguez dijo en una conferencia de prensa en 1991 que él y agentes de inteligencia habían detenido un "intento respaldado por Estados Unidos de crear un grupo de oposición en la isla" iniciado por exiliados y disidentes en España y Cuba, respectivamente.

### Muerte
Falleció el 28 de junio de 2017 en La Habana, Cuba. Su sepelio tuvo lugar en el Panteón de los Bomberos del Ministerio del Interior, en la Necrópolis de Colón.